# 総合運動場駅 (ソウル特別市)
総合運動場駅（チョンハブンドンジャンえき）は、大韓民国ソウル特別市松坡区蚕室1洞にあるソウル交通公社・ソウル市メトロ9号線の駅。

## 利用可能な鉄道路線
ソウル交通公社
 2号線 - 駅番号は「218」
ソウル市メトロ9号線
 9号線 - 駅番号は「930」

## 駅構造

### ソウル交通公社
相対式ホーム2面2線を有する地下駅であり、スクリーンドアが設置されている。
改札口は西側（三成寄り）と東側（蚕室セネ寄り）の2ヶ所あるが、西側は内回り・外回りホーム別々に設置されている。東側改札側は改札内で9号線との乗り換え通路が繋がっている。化粧室は改札外・改札内（東側のみ）共にある。
エレベーター完備。出入口は1番から8番までの計8ヶ所ある。

#### のりば
案内上ののりば番号は設定されていない。
| 内回り | 2号線 | 宣陵・江南・教大・舎堂方面       |
| 外回り | 2号線 | 蚕室・建大入口・聖水・往十里方面 |

### ソウル市メトロ9号線
相対式ホーム2面2線を有する地下駅であり、スクリーンドアが設置されている。
ホーム階は地下4階にある。
改札口は地下1階にあり、改札口は1ヶ所ある。出口は9番の1ヶ所のみある。2号線との乗り換え通路はホーム階と改札階の間の地下2階から伸びている。
エレベーター完備。なお、ホーム階 - 改札階、ホーム階 - 乗り換え通路階でエレベーターが分かれており、注意が必要。

#### のりば
案内上ののりば番号は設定されていない。
| 上り | 9号線 | 奉恩寺・新論峴・開花方面                 |
| 下り | 9号線 | 石村・オリンピック公園・中央報勲病院方面 |

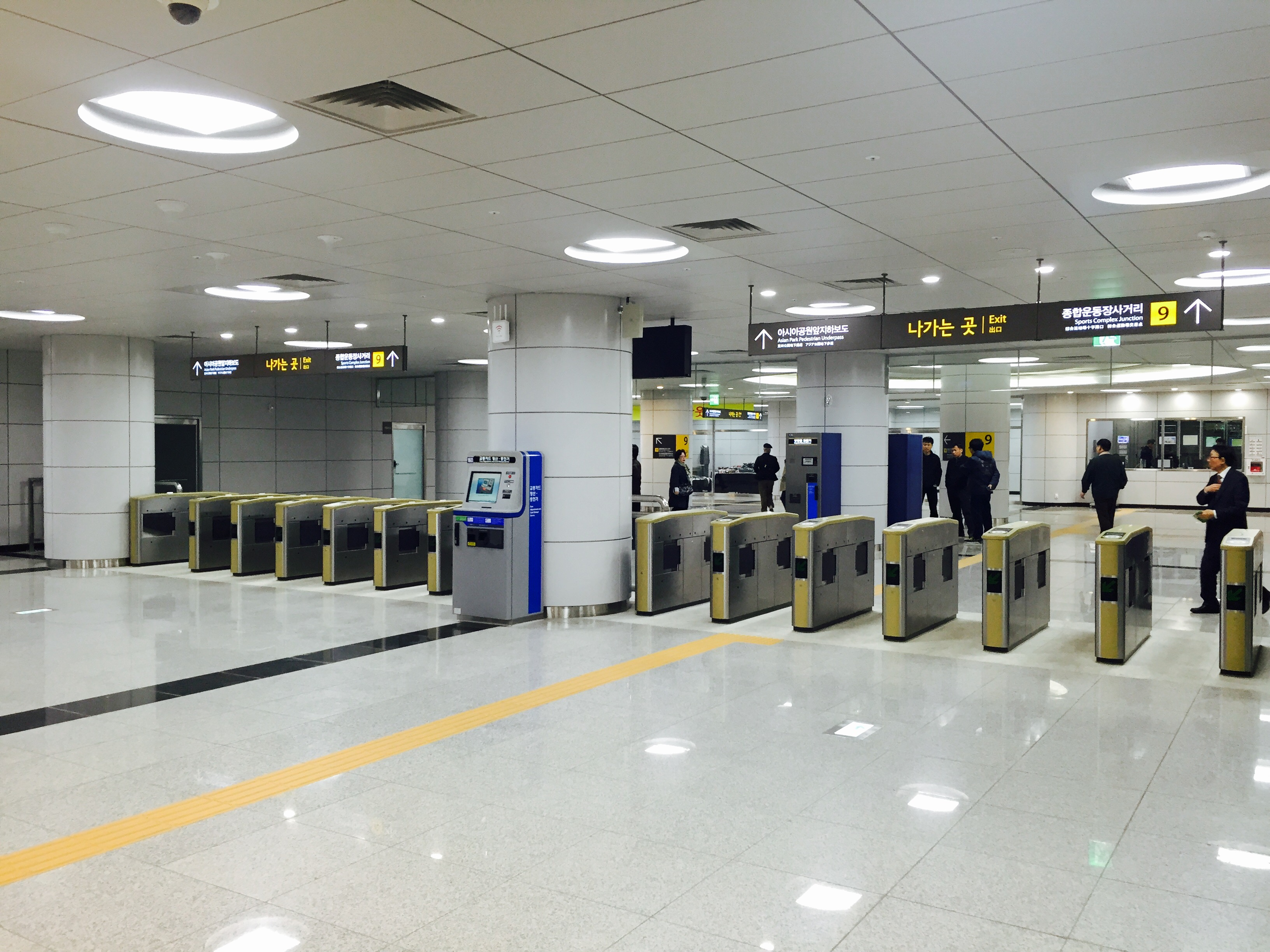
改札口（2015年3月28日）
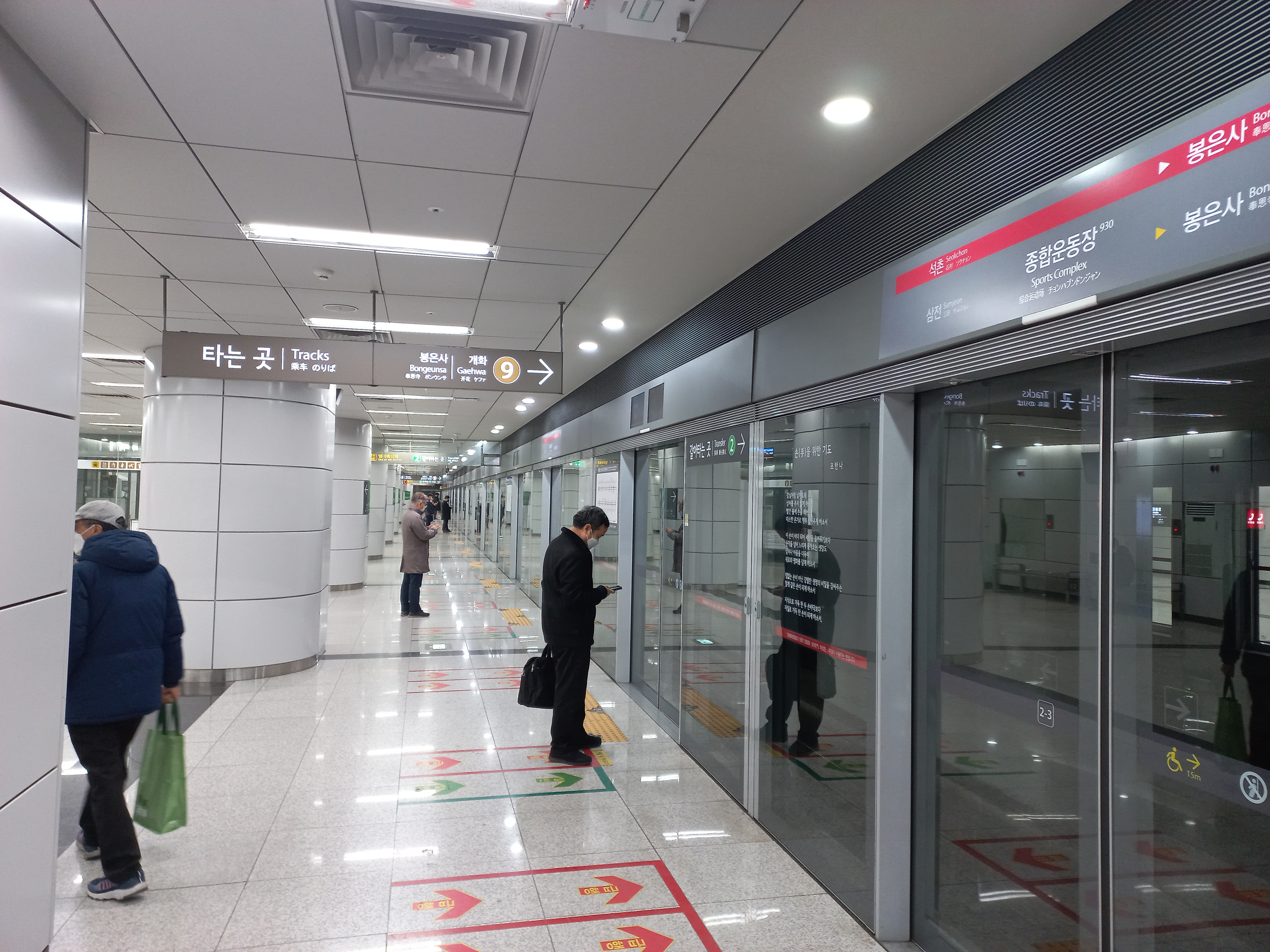
急行ホーム
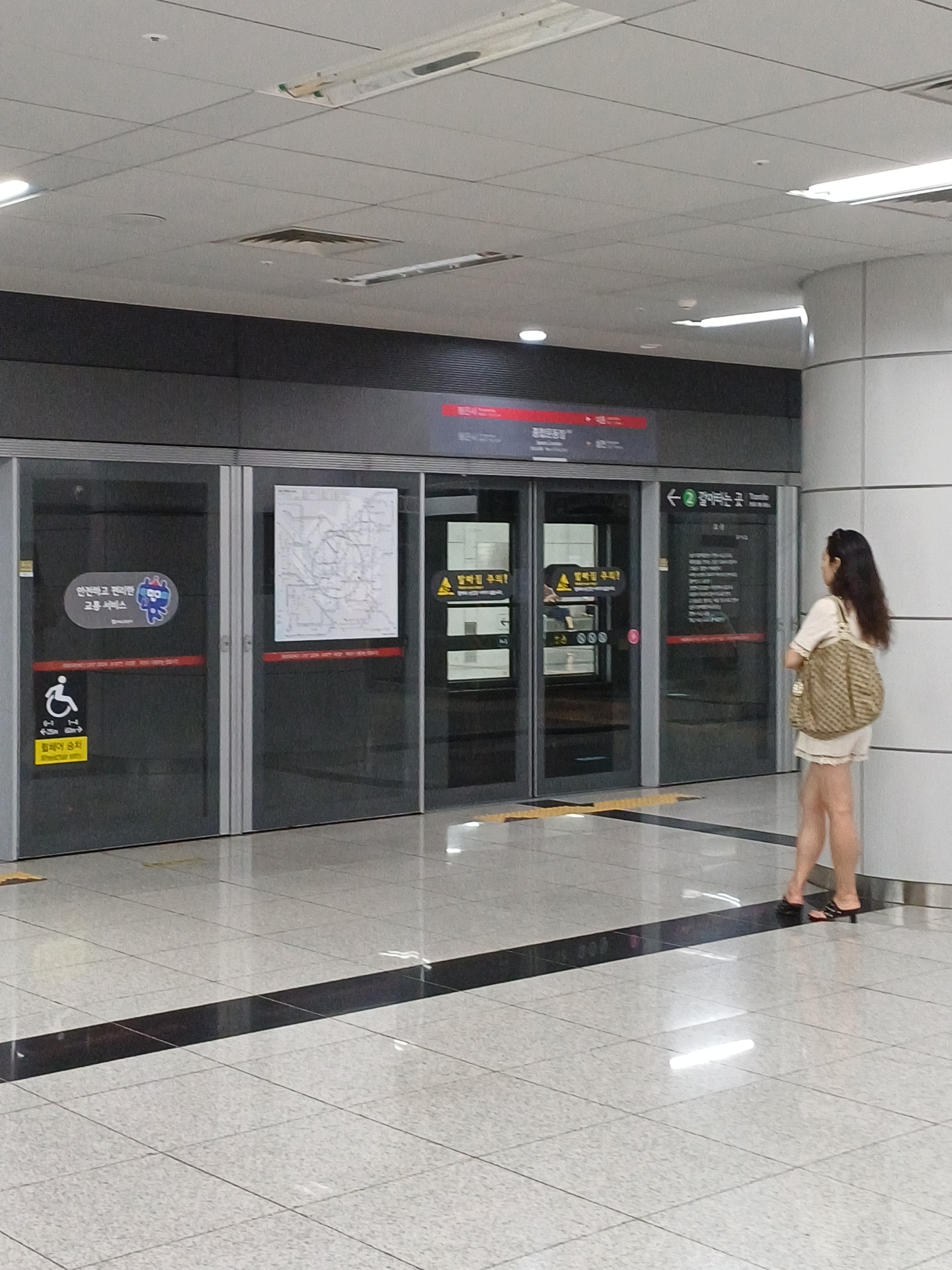
一般ホーム

## 利用状況
近年の一日平均利用人員推移は下記のとおり。
| 路線  | 路線     | 2000年 | 2001年 | 2002年 | 2003年 | 2004年 | 2005年 | 2006年 | 2007年 | 2008年 | 2009年 | 出典  |
| ----- | -------- | ------ | ------ | ------ | ------ | ------ | ------ | ------ | ------ | ------ | ------ | ----- |
| 2号線 | 乗車人員 | 13,810 | 13,837 | 14,164 | 13,791 | 13,608 | 14,312 | 14,307 | 14,785 | 15,832 | 16,524 | [ 2 ] |
| 2号線 | 降車人員 | 15,025 | 14,999 | 15,608 | 15,215 | 14,846 | 15,524 | 15,336 | 15,923 | 17,513 | 17,900 | [ 2 ] |
| 2号線 | 乗降人員 | 28,835 | 28,836 | 29,772 | 29,005 | 28,454 | 29,836 | 29,643 | 30,708 | 33,345 | 34,425 | [ 2 ] |
| 路線  | 路線     | 2010年 | 2011年 | 2012年 | 2013年 | 2014年 | 2015年 |        |        |        |        | 出典  |
| 2号線 | 乗車人員 | 16,554 | 16,941 | 16,973 | 16,886 | 16,766 | 16,535 |        |        |        |        | [ 2 ] |
| 2号線 | 降車人員 | 18,088 | 18,292 | 18,349 | 18,181 | 17,974 | 18,259 |        |        |        |        | [ 2 ] |
| 2号線 | 乗降人員 | 34,642 | 35,233 | 35,322 | 35,067 | 34,740 | 34,794 |        |        |        |        | [ 2 ] |
| 9号線 | 乗車人員 | 未開業 | 未開業 | 未開業 | 未開業 | 未開業 | 15,276 |        |        |        |        |       |
| 9号線 | 降車人員 | 未開業 | 未開業 | 未開業 | 未開業 | 未開業 | 14,527 |        |        |        |        |       |

## 駅周辺
- アジア公園
- ソウル亜洲初等学校（朝鮮語版）
- 亜洲中学校（朝鮮語版）
- 蚕室7洞住民センター
- アジア選手村アパート
- 貞信女子中学校（朝鮮語版）
- 貞信女子高等学校（朝鮮語版）
- 蚕室総合運動場
  - オリンピック主競技場
  - 蚕室野球場
  - 蚕室室内水泳場（第1水泳場（朝鮮語版）・第2水泳場）
  - 蚕室室内体育館
  - 蚕室学生体育館（朝鮮語版）
- 中小企業製品売り場
- 炭川
- 松坡こども図書館（송파어린이도서관）

## 歴史
- 1980年
  - 5月28日 - 駅名を大運動場駅（대운동장역）に決定[3]
  - 8月28日 : 駅名を総合運動場駅（종합운동장역）に変更[4]
  - 10月31日 - 2号線の終着駅で開業。当時は新設洞駅まで直通運転。
- 1982年12月23日 - 教大駅までの延伸に伴い途中駅になる。
- 1983年9月16日 - 乙支路区間の開業に伴い新設洞駅方向の直通運転を廃止。
- 2015年3月28日 - 9号線が当駅まで延伸開業。
- 2018年12月1日 - 9号線が当駅から中央報勲病院駅まで延伸開業。

## 隣の駅
ソウル交通公社
 2号線
蚕室セネ駅 (217) - 総合運動場駅 (218) - 三成駅 (219)
ソウル市メトロ9号線
 9号線
急行
奉恩寺駅 (929) - 総合運動場駅 (930) - 石村駅 (933)
一般
奉恩寺駅 (929) - 総合運動場駅 (930) - 三田駅 (931)